# Équipe de Mongolie féminine de volley-ball
L'équipe de Mongolie féminine de volley-ball est l'équipe nationale qui représente la Mongolie dans les compétitions internationales féminines de volley-ball. 
Elle est actuellement classée au 120e rang du classement de la Fédération internationale de volley-ball au 24 juin 2022.
L'équipe mongole n'a jamais participé aux Jeux olympiques. Elle termine 16e du Championnat du monde féminin de volley-ball 1970 et 14e du Championnat d'Asie et d'Océanie de volley-ball féminin 2013.